# Le Monde des religions
Le Monde des religions é uma revista francesa bimensal criada em 2003 da junção de dois grupos de imprensa; La Vie e Le Monde

## História
O grupo Le Monde tinha comprado 'Actualité des religions' fundado em 1953 por  dominicanos. Dois anos depois a revista chama-se 'Informations Catholiques Internationales (ICI), para retomar em 1983 o título inicial. O título actual aparece em  2003.
A partir de 2005, sobre a direcção de Frédéric Lenoir, que deixa a revista em Dezembro de 2013, esta revista bimensal impoe-se ao correr dos anos como uma referência com uma edição de 40 000 exemplares em dezasseis países francófonos.
Le Monde des religions trata da actualidade e das grandes correntes religiosas "numa abordagem definitivamente laica, inter-religiosa e cultutral" - em francês:  «dans une approche résolument laïque, interreligieuse et culturelle». 